# Megachile hieronymi
Megachile hieronymi är en biart som beskrevs av Heinrich Friese 1906. Megachile hieronymi ingår i släktet tapetserarbin, och familjen buksamlarbin. Inga underarter finns listade i Catalogue of Life.